# J'arrose mes galons
Pour plus de détails, voir Fiche technique et Distribution.
J'arrose mes galons est un film français réalisé par René Pujol et Jacques Darmont, sorti en 1936.

## Fiche technique
- Titre : J'arrose mes galons
- Autre titre : Les 21 jours de Bach
- Réalisation : René Pujol et Jacques Darmont
- Scénario : André Mouézy-Éon et Jean Rioux
- Photographie : Scarciafico Hugo
- Décors : Émile Duquesne
- Son : André Apard
- Musique : Casimir Oberfeld
- Montage : André Versein
- Pays d'origine :  France
- Format : Noir et blanc — Son mono
- Genre : Comédie
- Durée : 91 minutes
- Date de sortie : 
  - France : 25 décembre 1936

## Distribution
- Bach : le vicomte Raymond Plumetis de Castelras
- Marguerite Pierry : Aude Plumetis de Castelras, sa femme
- Félix Oudart : Bertrand, le metteur en scène
- Hugues de Bagratide
- Raymond Cordy
- Colette Darfeuil
- Germaine Roger
- Robert Goupil
- Georges Paulais
- Jean Sinoël
- Monique Bert
- Marcel Carpentier
- Myno Burney
- Germaine Roger
- Jacques Erwin
- Robert Goupil
- Jacques Beauvais
- Georges Morton
- Charles Camus
- Titys
- Yvonne Yma
- Roger Hédouin